# 15K busz (Debrecen)
A debreceni 15K jelzésű autóbusz a Doberdó utca és a Széna tér között közlekedett. 2010 májusában közlekedett. A változtatást a lencztelepiek igénye miatt vezette be a DKV. A DKV a próbajárattal mérte fel, hogy valóban van-e igény a hosszabb útvonalra. A meghosszabbítás pozitív visszhangot ért el, így 2010 augusztusában a 15-ös buszt meghosszabbították a 15K járat útvonalán. Egy nap csupán kétszer indult.

## Útvonala
| Doberdó utca – Széna tér: | Széna tér – Doberdó utca: |
| --- | --- |
| - Doberdó utca - Kartács utca - Dóczy József utca - Bolyai utca - Dózsa György utca - Mester utca - Hunyadi János utca - Rákóczi utca - Burgundia utca - Klaipeda utca - Szent Anna utca - Vágóhíd utca - Borzán Gáspár utca - Monostorpályi út - Cseresznye utca - Széna tér | - Széna tér - Kaskötő utca - Alma utca - Borzán Gáspár utca - Vágóhíd utca - Szent Anna utca - Klaipeda utca - Burgundia utca - Rákóczi utca - Hunyadi János utca - Mester utca - Dózsa György utca - Bolyai utca - Dóczy József utca - Kartács utca - Doberdó utca |

## Indulások

### Doberdó utcától
- 9:55
- 13:55

### Széna tértől
- 10:32
- 14:32